# Calanthemis viridipennis
Calanthemis viridipennis es una especie de escarabajo longicornio del género Calanthemis, tribu Clytini, subfamilia Cerambycinae. Fue descrita científicamente por Lameere en 1893.

## Descripción
Mide 10 milímetros de longitud.

## Distribución
Se distribuye por Costa de Marfil.